# Royal Amicale Anderlecht Golf Club
Pour les articles homonymes, voir Anderlecht (homonymie).
Le Royal Amicale Anderlecht Golf Club  est un golf situé à Anderlecht en Belgique. Seul parcours 18 trous implanté dans la Région Bruxelles-Capitale, son atout majeur est sa proximité du cœur de la capitale.